# Unai López
Unai López Cabrera (Errenteria, 30 oktober 1995) is een Spaans voetballer die doorgaans als centrale middenvelder speelt. Hij stroomde in 2014 door vanuit de jeugd van Athletic Bilbao. Sinds 2021 speelt hij voor Rayo Vallecano.

## Clubcarrière
López verruilde op veertienjarige leeftijd Real Sociedad voor Athletic Bilbao. Op 28 augustus 2014 debuteerde hij in het eerste elftal in de voorronde van de UEFA Champions League tegen het Italiaanse SSC Napoli. Hij mocht na 72 minuten invallen voor Markel Susaeta en gaf een assist bij het doelpunt van Ibai Gómez, die de 3-1 eindstand op het bord zette. Drie dagen later mocht hij zijn competitiedebuut maken in de thuiswedstrijd tegen Levante. Hij viel na 69 minuten in voor Beñat Etxebarria en zag zijn team met 3-0 winnen in het eigen San Mamés.

## Interlandcarrière
López debuteerde op 9 september 2014 voor Spanje -21 in een EK-kwalificatiewedstrijd tegen Oostenrijk. Hij mocht na 63 minuten invallen voor Sergi Darder. De wedstrijd eindigde op een 1-1 gelijkspel, na doelpunten van Pablo Sarabia en Michael Gregoritsch.
1 Cárdenas ·
2 Rațiu ·
3 Chavarría ·
4 Díaz ·
5 Aridane ·
6 Ciss ·
7 Isi ·
8 Trejo  ·
9 De Tomás ·
10 James ·
11 Nteka ·
12 Guardiola ·
13 Batalla ·
14 Camello ·
15 Gumbau ·
16 Mumin ·
17 U. López ·
18 Á. García ·
19 de Frutos ·
20 Balliu ·
21 Embarba ·
22 Espino ·
23 Valentín ·
24 Lejeune ·
25 Montiel ·
27 Pelayo ·
29 Méndez ·
Coach: Pérez
· Assistent-coach: Adrián